# Cardamine caroides
Cardamine caroides là một loài thực vật có hoa trong họ Cải. Loài này được C.Y.Wu mô tả khoa học đầu tiên năm 1987.